# Bandera de Treinta y Tres

Bandera de Treinta y Tres.

La bandera de Treinta y Tres, Uruguay, es rectangular, utiliza los colores de la bandera de Uruguay. Es la bandera oficial del departamento desde el 7 de febrero de 2003.
El diseño de la misma es el siguiente: sobre fondo blanco, cuatro franjas azules a su izquierda que simbolizan las aguas del departamento; significado del color azul: aire y los ideales de justicia y verdad. A su derecha, un medio sol color oro, que representa - departamento del este - , la luz, y los ideales de nobleza.- en un círculo de pureza, el antiguo cuervo, en raudo vuelo, como desafiando los abismos de la Quebrada; se aleja del zucará en color verde y rojo, uno de los elementos autóctonos de nuestro monte natural. Su color, agua – fuego, enuncia ideales de libertad, esperanza, valor y alegría. El color plata del ave, significa pájaro de quebrada; es la tierra y los ideales de integridad y pureza.